# Sirward Emirzian
Sirward „Silwa” Emirzian (orm. Սիրվարդ „Սիլվա” Էմիրզյան, ur. 5 czerwca 1966 w Erywaniu) – ormiańska skoczkini do wody reprezentująca Związek Radziecki, medalistka igrzysk olimpijskich.
Emirzian reprezentowała Związek Radziecki na Letnich Igrzyskach Olimpijskich 1980 odbywających się w Moskwie. Brała udział w skokach do wody z wieży z 10 m, w których z dorobkiem 576,465 punktów zdobyła srebrny medal ustępując w rywalizacji jedynie Martinie Jäschke z Niemieckiej Republiki Demokratycznej. W mistrzostwach ZSRR trzykrotnie tryumfowała – w 1979, 1981, 1982 oraz zdobyła brązowy medal w 1980. Karierę sportową zakończyła w 1982.
Jest absolwentką Armeńskiego Państwowego Instytutu Kultury Fizycznej. W 1981 wyemigrowała do Stanów Zjednoczonych. Mieszka w Los Angeles.